# Park Chi-ho
Park Chi-ho (ur. 15 września 1972) – południowokoreański zapaśnik w stylu klasycznym. Olimpijczyk z Atlanty 1996, gdzie zajął jedenaste miejsce w kategorii 57 kg.
Trzynaste miejsce na mistrzostwach świata w 1997. Złoty medal na igrzyskach wschodniej Azji w 1997. Trzeci w Pucharze Świata w 1996 roku.